# 維什尼亞河

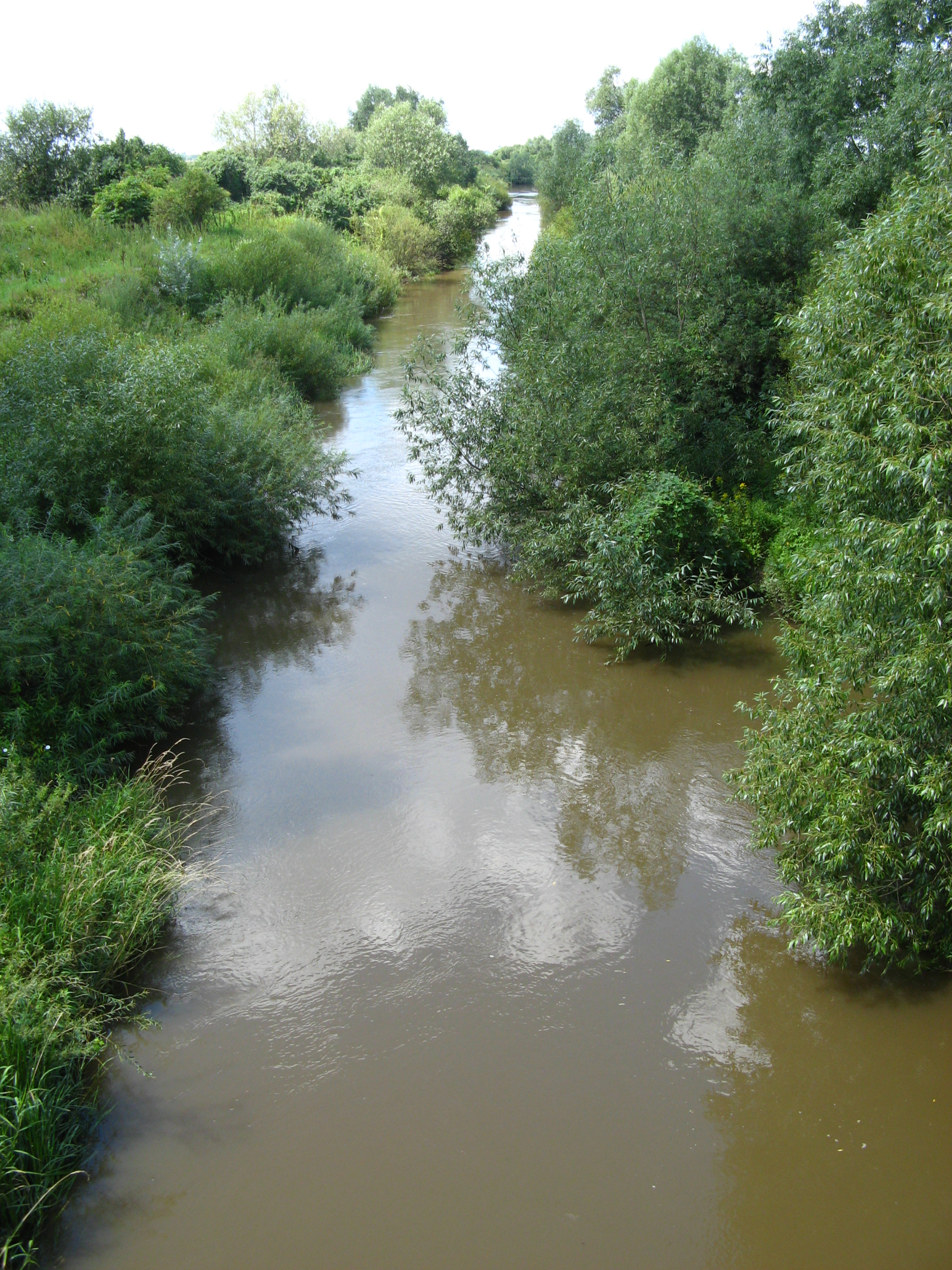

維什尼亞河（烏克蘭語：Вишня），是東歐的河流，屬於維斯瓦河流域桑河的右支流，自烏克蘭魯德基東南方發源，往西北方流經利維夫州桑比爾區、亞沃里夫區，於波蘭東南部拉迪姆諾附近匯入桑河，河道全長100公里，流域面積1,220平方公里。

## 沿岸聚落

### 烏克蘭
- 魯德基
- 維什尼亞
- 尼克洛維奇
- 德米特羅維奇
- 蘇多瓦維什尼亞
- 莫斯蒂斯卡
- 切爾內韋
- 馬爾尼夫

### 波蘭
- 拉迪姆諾

## 支流
- 拉基夫卡河